# Parenchym
Parenchym (von altgriechisch parénchyma ‚das seitlich/daneben Hineingegossene‘, von altgriechisch παρά para, deutsch ‚neben‘, altgriechisch ἐνχεῖν enchein ‚hineingießen‘) bezeichnet in der Biologie und in der modernen Medizin ein Zellgewebe (eines Organs), das eine bestimmte (spezifische), vor allem mit  Stoffwechselprozessen verbundene Funktion ausübt.
Der Begriff wurde vor allem durch Rudolf Virchow (1821–1902) bekannt, der ihn im Rahmen seiner Zellularpathologie auf tierische und pflanzliche Gewebe anwendete. Frühere Belege für die Verwendung des seit Erasistratos (3. Jahrhundert v. Chr.) in der anatomischen Terminologie benutzten Wortes finden sich bei Galenos (2. Jahrhundert n. Chr.) und 1747 in La Mettries Text L’Homme Machine („Stoff, den die Alten Parenchym genannt haben“) sowie 1821 in den Schriften von Henrich Steffens in der Form Parenchyma.
Das Parenchymgewebe wird von den mehr oder weniger differenzierten oder spezifischen Parenchymzellen gebildet. Im Gegensatz dazu stehen bei Wirbeltieren jene Zellen, die das Stützgewebe bzw. Träger- oder Gerüstgewebe bilden (mesodermales Bindegewebe). Man spricht auch vom Interstitium (oder Stroma), in welches das Parenchym „eingegossen“ ist.

## Bei Wirbeltieren
Parenchym bezeichnet das durch die spezifischen Funktionszellen eines Organs gebildete Gewebe (z. B. die Nephrone der Niere, die Alveolen der Lunge, die weiße und rote Pulpa der Milz). Dazu im Gegensatz steht das Interstitium (auch Stroma genannt), das untergliedernde Bindegewebe, das keine eigentliche Organfunktion übernimmt, sondern die zu- und abführenden Gefäße und Nerven enthält und welches das Organ gegen seine Umgebung abgrenzt und in seiner Form hält und stützt. Das Parenchym leitet sich meist vom Ektoderm oder vom Endoderm ab. So stammen z. B. die Nervenzellen vom Ektoderm (Neuralrinne).
Parenchymgewebe wird meist vom mesodermalen Bindegewebe unterschieden. Damit soll zum Ausdruck gebracht werden, dass sich dieses vom Mesoderm ableitet und auf einem weniger hohen Grad der Differenzierung befindet. Aber auch aus dem Mesoderm entwickeln sich spezifische Organstrukturen wie z. B. glatte und quergestreifte Muskulatur. Die entwicklungsgeschichtliche Herkunft aus einem bestimmten Keimblatt sagt also nicht zwingend etwas über Unterschiede der Differenzierung aus.

## Bei Würmern
Bei verschiedenen Würmern wie z. B. Plattwürmern bezeichnet Parenchym „ein das Körperinnere ausfüllendes Gewebe, in das die Organe eingebettet sind“.

## Bei Pflanzen

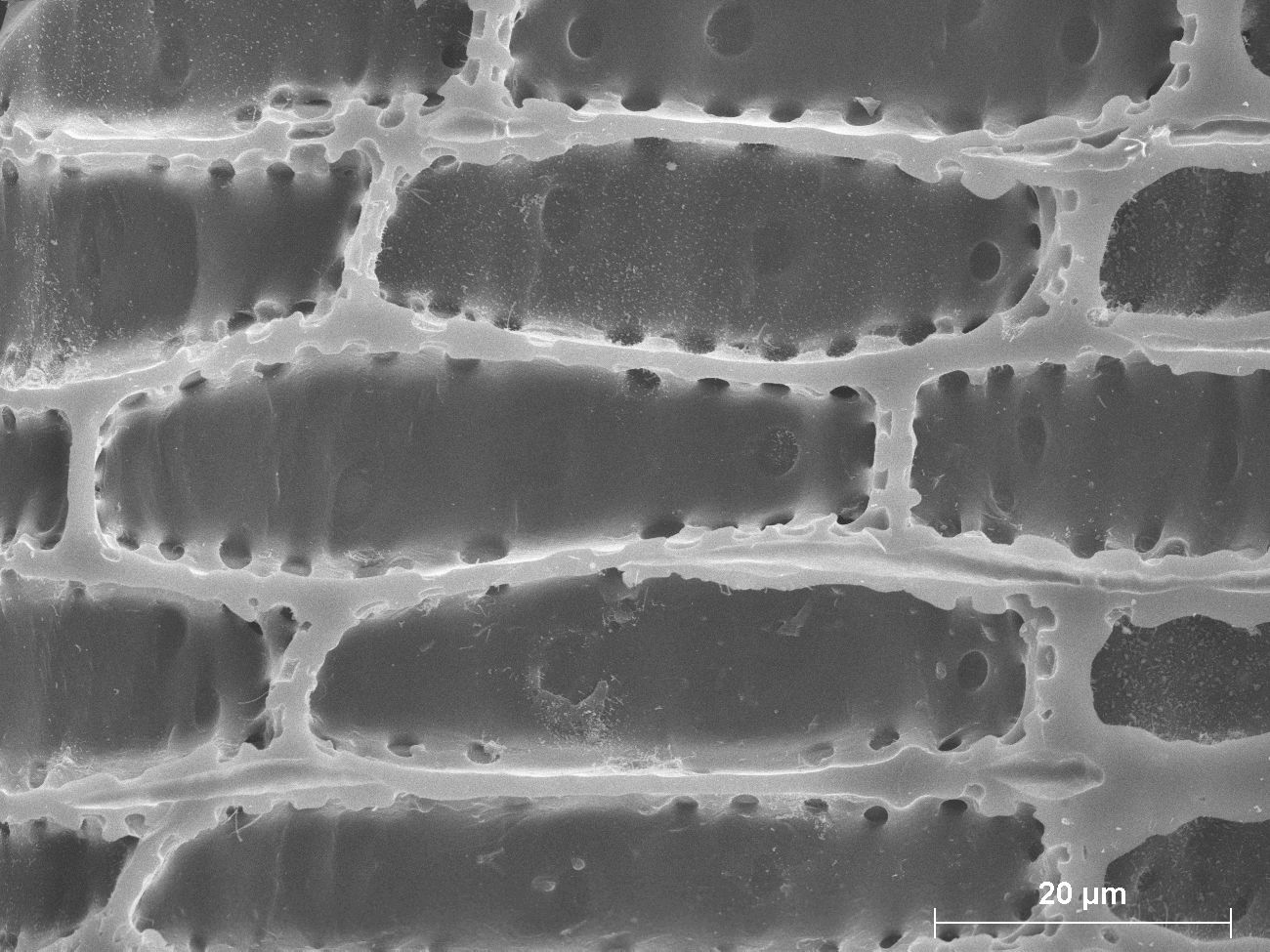
Parenchymzellen im Holzstrahl von Picea abies

Meistens weisen die das Gewebe bildenden Zellen keine besondere anatomische Differenzierung auf. Parenchymzellen sind dünnwandige Zellen des Grundgewebes, die den Großteil von nichtholzartigen (krautigen) Pflanzenstrukturen ausmachen (obwohl in manchen Fällen ihre Zellwände verholzt sein können) und beispielsweise der Speicherung von Nährstoffen dienen. Es werden dabei mehrere Typen unterschieden.

### Palisadenparenchym
Das Palisadenparenchym oder Palisadengewebe ist ein pflanzliches Gewebe, das man in den Blättern der höheren Pflanzen unterhalb der oberen Epidermis findet. Es besteht aus langgestreckten, zylindrischen Zellen und dient größtenteils der Photosynthese. Nebeneinanderliegende Zellen ähneln daher Palisaden, wenn man einen Blattquerschnitt mit dem Lichtmikroskop betrachtet. Zu bedenken ist hierbei jedoch, dass die Zellen des Palisadenparenchyms nicht nur in einer Reihe, sondern auch zu einer Fläche angeordnet sind. Interzellularen sind in diesem Gewebe selten. Palisadenparenchymzellen enthalten im Vergleich zu Schwammparenchymzellen etwa drei- bis fünfmal so viele Chloroplasten.
Blätter, die häufig dem Sonnenlicht ausgesetzt sind (so genannte Sonnenblätter) haben ein mehrschichtiges Palisadenparenchym, während die Palisadenzellen bei Schattenblättern meist nur eine Schicht bilden, damit die Zellen des Schwammparenchyms ebenfalls noch die geringe Lichtintensität nutzen können.

### Schwammparenchym

Aufbau eines Laubblattes mit Palisadengewebe und Schwammgewebe

Das Schwammparenchym oder Schwammgewebe ist ein pflanzliches Gewebe des Laubblattes, welches im Blattinneren unten an die untere Epidermis und oben an das Palisadenparenchym grenzt, beziehungsweise bei äquifazialen Blättern von zwei Palisadengeweben umgeben ist. Es besteht aus meist unregelmäßig geformten, oft sternförmigen Zellen (wird dann als Sternparenchym bezeichnet), zwischen denen größere Interzellularräume liegen. Im Vergleich zum Palisadenparenchym enthält das Schwammparenchym weniger Chloroplasten. Es dient vor allem dem Gasaustausch bei der Photosynthese, welcher durch das Interzellularsystem begünstigt wird, da dies die Ausbildung großer innerer Oberflächen im Blatt zur Folge hat. Beim Trompetenbaum beispielsweise wurden 5100 m² Innenfläche gemessen bei nur 390 m² äußerer Blattoberfläche.
Allgemein bezeichnet man ein Schwammparenchym nur dann als solches, wenn parallel ein Palisadenparenchym vorhanden ist.

### Chlorenchym (Assimilationsparenchym)
Das Chlorenchym, auch Assimilationsparenchym, ist das auf Photosynthese spezialisierte Parenchym. Es ist ein chloroplastenreiches Blattgewebe (Mesophyll), das aus der Palisadenschicht und dem Schwammparenchym besteht. Das Schwammparenchym ist zugleich Chlorenchym und auch Aerenchym.

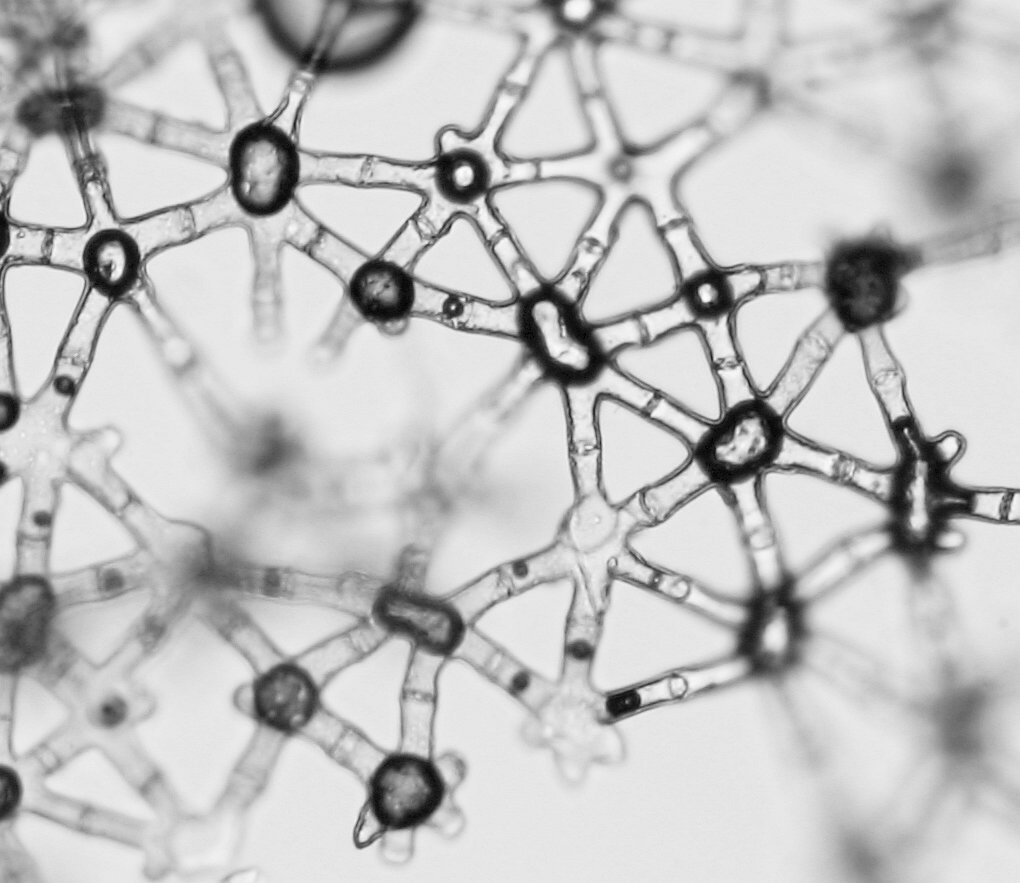
Aerenchym (Sternparenchym) einer Sumpfpflanze
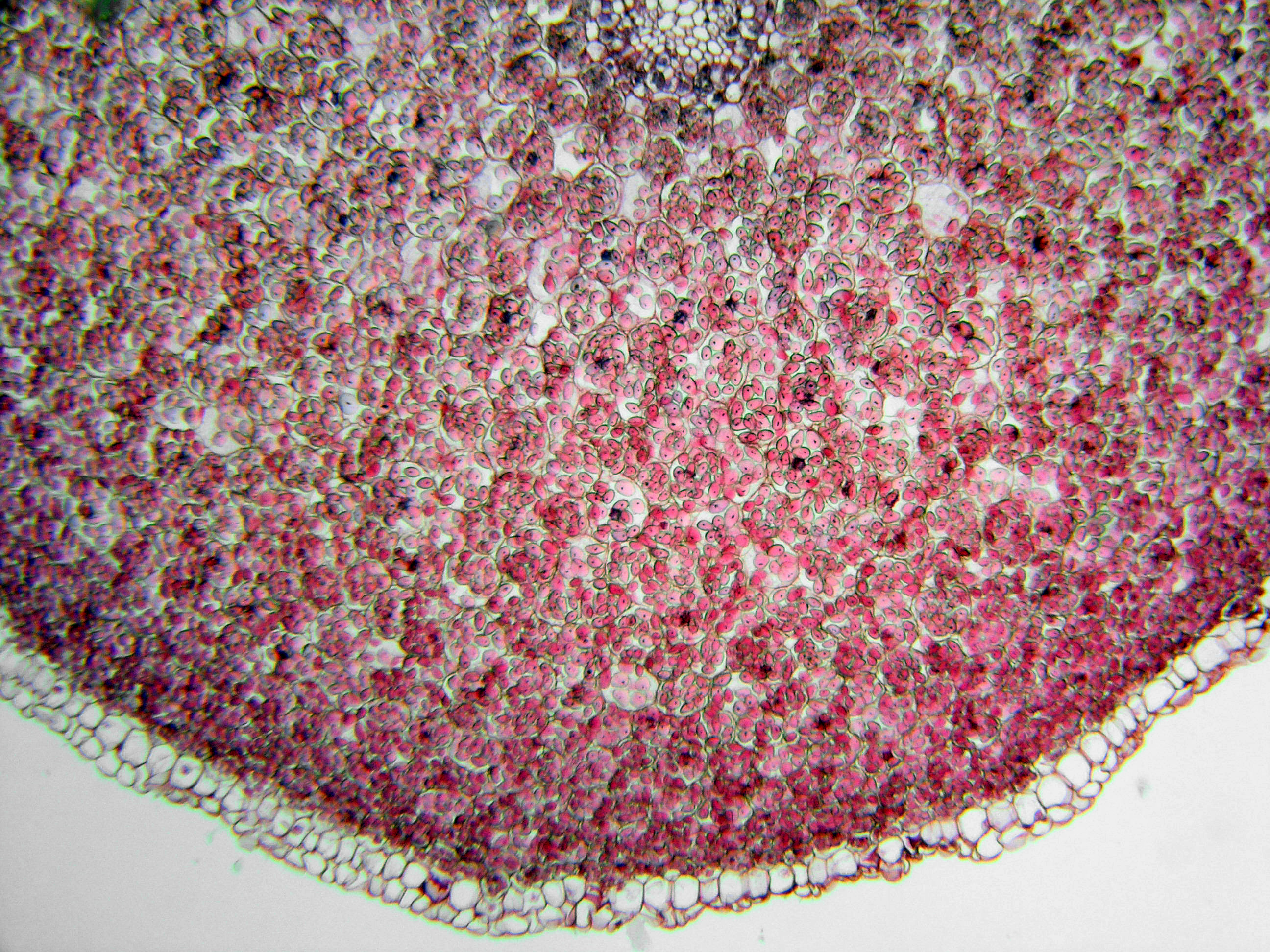
Speicherparenchym in der Wurzel des Scharbockskrauts

### Aerenchym
Unter Aerenchym versteht man eine Form des pflanzlichen Grundgewebes, bei der die Interzellularräume so weit sind, dass ein regelrechtes „Durchlüftungsgewebe“ entsteht. Es tritt besonders bei Sumpf- und Wasserpflanzen auf und dient dem Gaswechsel der untergetauchten Pflanzenorgane.

### Hydrenchym
Hydrenchym kann auch als „Wasserspeicherparenchym“ bezeichnet werden. Es dient vor allem sukkulenten Pflanzen zur Speicherung von Wasser und weist Zellen mit sehr großen Vakuolen auf.

### Speicherparenchym
Speicherparenchym dient der Speicherung von Nährstoffen wie Stärke, Fetten, Proteinen sowie Wasser.